# Lemahsubur
Lemahsubur is een bestuurslaag in het regentschap Karawang van de provincie West-Java, Indonesië. Lemahsubur telt 2432 inwoners (volkstelling 2010).